# Muellera
Genre
Muellera est un genre de plantes à fleurs dicotylédones de la famille des Fabaceae, sous-famille des Faboideae, originaire des régions tropicales d'Amérique centrale et d'Amérique du Sud.

## Liste d'espèces
Selon The Plant List (3 novembre 2018) :
- Muellera denudata (Benth.) M. Sousa
- Muellera fluvialis (Lindm.) Burkart
- Muellera glaziovii (Taub.) Chodat & Hassl.

Selon (fr + en) GBIF : 19 juillet 2020 :
- Muellera glaziovii Chodat & Hassl.
- Muellera glaziovii var. glaziovii
- Muellera leptobotrys M.J.Silva & A.M.G.Azevedo
- Muellera fernandesii M.J.Silva & A.M.G.Azevedo
- Muellera amazonica M.Souza
- Muellera tozziana M.J.Silva
- Muellera burkartii M.Sousa
- Muellera fluvialis (Lindm.) Burkart
- Muellera unifoliolata (Benth.) M.Sousa
- Muellera glaziovii Taub.
- Muellera verrucosa Pers.
- Muellera amazonica M.Sousa
- Muellera nitens M.J.Silva & A.M.G.Azevedo
- Muellera virgilioides (Vogel) M.J.Silva & A.M.G.Azevedo
- Muellera fendleri (Benth.) M.J.Silva & A.M.G.Azevedo
- Muellera torrensis (N.Mattos) M.J.Silva & A.M.G.Azevedo
- Muellera longiunguiculata (MJ.Silva & Amg.Azevedo) MJ.Silva & Amg.Azevedo
- Muellera laticifera (M.J.Silva et al.) M.J.Silva & A.M.G.Azevedo
- Muellera variabilis (RR.Silva & Amg.Azevedo) MJ.Silva & Amg.Azevedo
- Muellera grazielae (M.J.Silva et al.) M.J.Silva & A.M.G.Azevedo
- Muellera graciliflora (M.J.Silva et al.) M.J.Silva & A.M.G.Azevedo
- Muellera montana (MJ.Silva & Amg.Azevedo) MJ.Silva & Amg.Azevedo
- Muellera verrucosa Herb.Mus.Par. ex DC.

Synonymies :
- Muellera broadwayi (Urb.) M.Sousa (syn. : Lonchocarpus broadwayi Urb.)
- Muellera denudata (Benth.) M.Souza (syn. : Derris denudata (Benth.) Ducke)
- Muellera moniliformis L.f. (syn. : Lonchocarpus monilis (L.) A.M.G.Azevedo)
- Muellera mexicana (Zucc.) Benth. (syn. : Lonchocarpus longistylus Pittier)
- Muellera frutescens (Aubl.) Standl. (syn. : Lonchocarpus monilis (L.) A.M.G.Azevedo)
- Muellera denudata (Benth.) M.Sousa (syn. : Derris denudata (Benth.) Ducke)
- Muellera verrucosa Herb.Mus.Par. (syn. : Muellera verrucosa Herb.Mus.Par. ex DC.)
- Muellera nudiflora (Burkart) M.J.Silva & A.M.G.Azevedo (syn. : Lonchocarpus nudiflorens Burkart)
- Muellera lutescens (Pittier) M.J.Silva & A.M.G.Azevedo (syn. : Lonchocarpus lutescens Pittier)
- Muellera sericea (Micheli) M.J.Silva & A.M.G.Azevedo (syn. : Bergeronia sericea Micheli)
- Muellera filipes (Benth.) M.J.Silva & A.M.G.Azevedo (syn. : Lonchocarpus filipes Benth.)
- Muellera obtusa (Benth.) M.J.Silva & A.M.G.Azevedo (syn. : Lonchocarpus obtusus Benth.)
- Muellera monilis (L.) M.J.Silva & A.M.G.Azevedo (syn. : Lonchocarpus monilis (L.) A.M.G.Azevedo)
- Muellera tubicalyx (Pittier ex Poppend.) M.J.Silva & A.M.G.Azevedo (syn. : Lonchocarpus tubicalyx Poppend.)
- Muellera campestris (Mart. ex Benth.) M.J.Silva & A.M.G.Azevedo (syn. : Lonchocarpus campestris Mart. ex Benth.)
- Muellera sanctae-marthae (Pittier) M.J.Silva & A.M.G.Azevedo (syn. : Lonchocarpus sanctae-marthae Pittier)